# Invertierte Detektivgeschichte
Invertierte Detektivgeschichte, oder auch “howcatchem” (von “How catch them?”, etwa zu übersetzen mit „Wie fängt man sie oder ihn (den Bösewicht)?“) beschreibt das selten in Krimis und Fernsehserien verwendete Konzept der allmählichen Aufklärung eines Verbrechens, wobei der Zuschauer/Leser schon sehr früh weiß, wer der Täter ist.

## Hintergrund
Besonderheit bei der Erzählweise der invertierten Detektivgeschichte ist, dass man als Konsument der Geschichte die Raffinesse des Ermittlers verfolgt und den Täter dabei beobachtet, wie er versucht, falsche Fährten zu legen oder seine Täterschaft zu vertuschen. In Schuld und Sühne, einem der bedeutendsten Werke der Weltliteratur, schildert der russische Autor Fjodor Dostojewski zu Beginn seines Romans einen Mord durch einen jungen Studenten, der erst am Ende des Romans aufgeklärt wird.
Der Begriff heißt invertiert, also umgekehrt, weil hier nicht das in Krimis mehrheitlich vorherrschende Whodunit-Prinzip zum Tragen kommt. Beim Whodunit (von englisch „Who’s done it?“) wissen die Leser oder Zuschauer nicht und meist auch der ermittelnde Detektiv nicht, wer der Täter ist, und erst gegen Ende der Geschichte klärt sich die Täterschaft auf.

## Praktische Verwendung
R. Austin Freeman hielt sich in mehreren seiner Geschichten an das Muster der invertierten Detektivgeschichte, beginnend mit seiner 1912 veröffentlichten Kurzgeschichten-Sammlung The Singing Bone. Später schrieb er:

“Some years ago I devised, as an experiment, an inverted detective story in two parts. The first part was a minute and detailed description of a crime, setting forth the antecedents, motives, and all attendant circumstances. The reader had seen the crime committed, knew all about the criminal, and was in possession of all the facts. It would have seemed that there was nothing left to tell. But I calculated that the reader would be so occupied with the crime that he would overlook the evidence. And so it turned out. The second part, which described the investigation of the crime, had to most readers the effect of new matter.”

„Vor einigen Jahren erdachte ich mir, als ein Experiment, eine umgekehrte Detektivgeschichte in zwei Teilen. Der erste Teil war eine minutiöse und detaillierte Beschreibung eines Verbrechens, die Darlegung der Vorgeschichte, Motive und aller Begleitumstände. Der Leser hatte gesehen, wie das Verbrechen begangen wurde, wusste alle Fakten und alles über den Täter. Es schien, es sei nichts mehr zu sagen, aber ich setzte darauf, dass der Leser so mit dem Verbrechen beschäftigt sein würde, dass er die Indizien übersehen würde. Und so passierte es auch. Der zweite Teil, der die Ermittlungen zu dem Verbrechen beschrieb, musste auf die meisten Leser wie ein neuer Fall wirken.“

Ein weiteres Beispiel ist der Roman Malice Aforethought (deutsch veröffentlicht als Vorsätzlich. Die Geschichte eines gewöhnlichen Verbrechens) aus dem Jahr 1931, das Anthony Berkeley Cox unter dem Pseudonym Francis Iles geschrieben hatte. Freeman Wills Crofts’ Roman The 12.30 from Croydon von 1934 ist ein weiteres wichtiges Beispiel.
1952 ist im BBC-Fernsehstück Dial M for Murder von Frederick Knott dasselbe Prinzip verwendet worden. Alfred Hitchcocks Verfilmung Bei Anruf Mord erschien 1954. Hitchcock hatte bereits 1948 in seinem Film Cocktail für eine Leiche das Prinzip verwendet: Hier ermorden zwei arrogante Studenten aus Nervenkitzel einen Kommilitonen und ihr Professor klärt den Fall im Laufe des Films auf. Rätselhaftes in einem Film hingegen erzeugt, so Hitchcock, selten Suspense. Als Beispiel führt er den Whodunit an, also die klassische Detektivgeschichte, und deren Prinzip, den Täter erst am Ende zu verraten. Beim Whodunit handle es sich nicht um etwas, das Suspense/Spannung hervorrufe, sondern vielmehr um eine Art intellektuelles Rätsel. Der Whodunit erwecke Neugier, aber jene Art von Neugier die ohne jegliche Emotionen sei. Emotionen aber seien notwendiger Bestandteil des Suspense.
Die Kurzgeschichten von Roy Vickers folgen auch fast alle dem Prinzip der invertierten Detektivgeschichte. Hier steht der exzentrische Inspektor Rason von Scotland Yard im Mittelpunkt, und rollt alte Fälle neu auf.
Dem Prinzip sehr nahe kommen zahlreiche Werke aus der Lord-Peter-Wimsey-Reihe, wie Unnatural Death (deutscher Titel: Keines natürlichen Todes) und Strong Poison. In beiden Fällen kommt eigentlich nur ein Täter infrage, der sich dann in der Mitte der Geschichte auch tatsächlich als Täter herausstellt.

## Popularisierung bei Fernsehserien
Populär wurde die invertierte Detektivgeschichte durch die sehr erfolgreiche US-amerikanische Fernsehserie Columbo. Zwischen 1968 und 1978 und nochmal zwischen 1989 und 2003 stellte Peter Falk den gerissenen Kriminalisten im zerknautschten Trenchcoat in insgesamt 69 Episoden dar, die nahezu alle invertierte Detektivgeschichten sind. Besonderer Reiz besteht hier zusätzlich darin, dass sich der Inspektor immer als besonders tapsig und unterlegen präsentiert und damit die Selbstsicherheit und Arroganz des Täters immer noch steigert. Die englische Phrase „howcatchem“ (von “How catch them?”, etwa zu übersetzen mit „Wie fängt man ihn (den Bösewicht)?“) für die invertierte Detektivgeschichte wurde in den 1970ern vom amerikanischen Magazin TV Guide entwickelt und zwar im Zusammenhang mit Columbo.
Auch in den Serien Diagnose: Mord, Criminal Intent – Verbrechen im Visier und Monk sowie den Spielfilmen Das perfekte Verbrechen oder auch Woody Allens Match Point ist das Prinzip später bei einzelnen Folgen verwendet worden.
Neben Columbo haben auch Detektivserien wie Furuhata Ninzaburo aus Japan, Luther in Großbritannien und Motive in Kanada das Konzept aufgenommen. Auch die ersten Folgen der deutschen Krimiserie Derrick waren noch invertierte Detektivgeschichten, was aber bei Publikum und Kritik nicht ankam, so dass die Macher bald zur traditionellen Form zurückkehrten.
Urs Bühler verwendete in einem für den SRF produzierten und im September 2015 ausgestrahlten Tatort diese Methode. In der Folge Ihr werdet gerichtet kennt der Zuschauer sehr früh sowohl Täter als auch Motiv und kann Taten und Ermittlungen parallel verfolgen. Dies ist für einen Tatort ungewöhnlich, da hier im Allgemeinen nach dem klassischen Whodunit-Konzept gearbeitet wird. Die für den HR produzierte und im Mai 2019 gesendete Folge Das Monster von Kassel von Stephan Brüggenthies und Andrea Heller wird nach den gleichen Prinzip erzählt. Gleiches gilt für den Tatort: Man stirbt nur zweimal aus dem Jahr 2024.